# Le Fréty
Le Fréty est une commune française, située dans le département des Ardennes en région Grand Est.

## Géographie

### Description
Le Fréty est un village rural  de Thiérache ardennaise, situé à 23 km de Montcornet et 40 km de Charleville-Mézières.
Le Fréty a fait partie du parc naturel régional des Ardennes depuis sa création en décembre 2011.

### Communes limitrophes
|         | Blanchefosse        | La Férée |
| Résigny | Fréty               |          |
|         | Saint-Jean-aux-Bois |          |

### Hydrographie
La commune est dans la région hydrographique « la Seine du confluent de l'Oise (inclus) à l'embouchure » au sein du bassin Seine-Normandie. Elle est drainée par la Serre, le cours d'eau 02 des Garennes, le Fossé 01 de la commune de Fréty, le cours d'eau 01 de la commune de Rocquigny, le cours d'eau 02 de la commune de Saint-Jean-aux-Bois, le cours d'eau 03 de la commune de Saint-Jean-aux-Bois, le cours d'eau 02 de la commune de Fréty, le Fossé 03 de la commune de Fréty, le Fossé 04 de la commune de Fréty, le Fossé 06 de la commune de Fréty et le cours d'eau 01 de la commune de Résigny,.
La Serre, d'une longueur de 96 km, prend sa source dans la commune de La Férée, à 265 m d'altitude, et se jette  dans l'Oise (rive gauche) à Danizy, à 52 m d'altitude, après avoir traversé 39 communes.

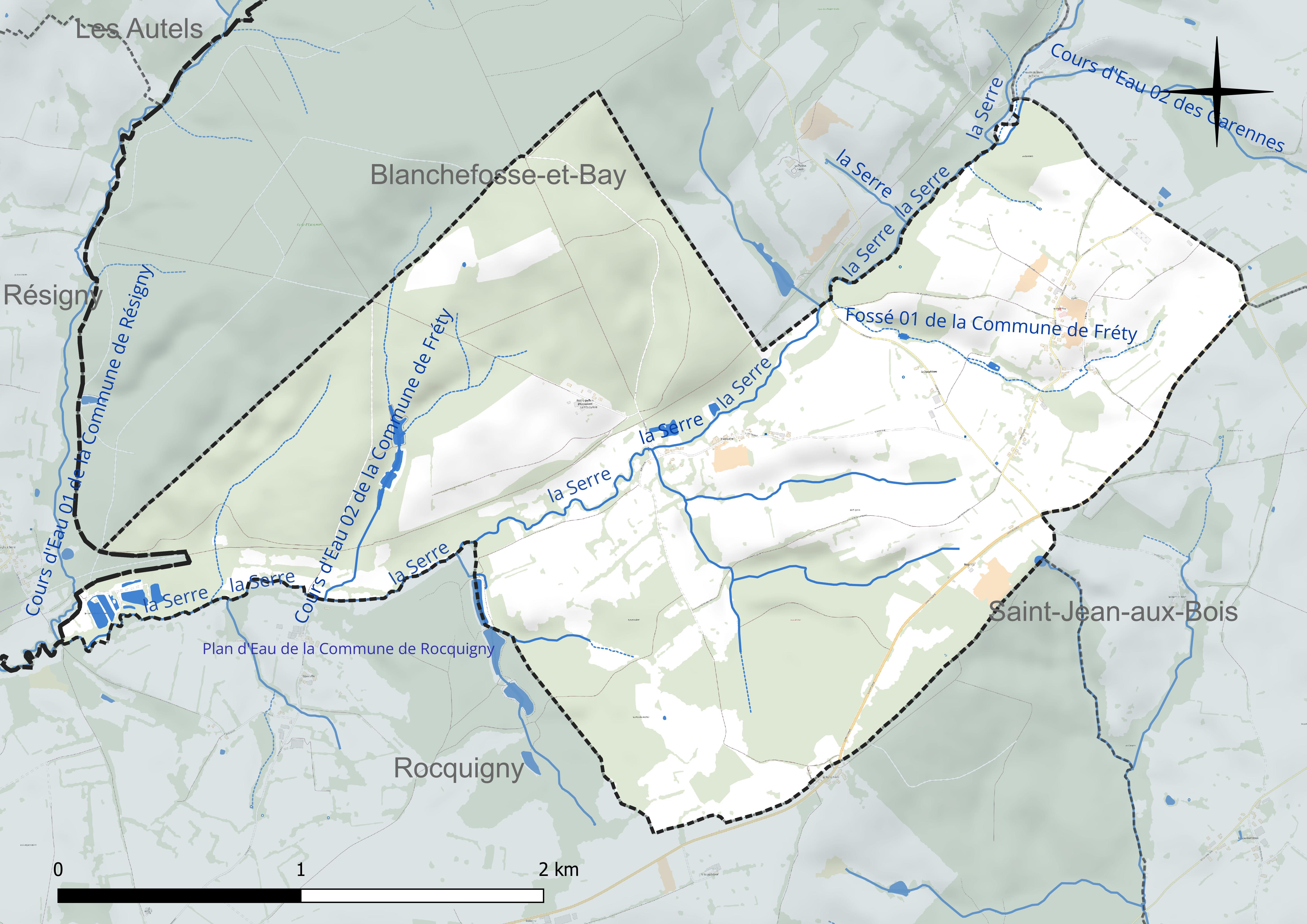
Réseau hydrographique du Fréty.

Un plan d'eau complète le réseau hydrographique : le plan d'eau 1 de la commune du Fréty (0,9 ha),.

### Climat
Pour des articles plus généraux, voir Climat du Grand Est et Climat des Ardennes.
En 2010, le climat de la commune est de type climat de montagne, selon une étude du Centre national de la recherche scientifique s'appuyant sur une série de données couvrant la période 1971-2000. En 2020, Météo-France publie une typologie des climats de la France métropolitaine dans laquelle la commune est exposée à un climat océanique altéré et est dans la région climatique Nord-est du bassin Parisien, caractérisée par un ensoleillement médiocre, une pluviométrie moyenne régulièrement répartie au cours de l’année et un hiver froid (3 °C).
Pour la période 1971-2000, la température annuelle moyenne est de 9,6 °C, avec une amplitude thermique annuelle de 15,6 °C. Le cumul annuel moyen de précipitations est de 979 mm, avec 13,6 jours de précipitations en janvier et 9,9 jours en juillet. Pour la période 1991-2020, la température moyenne annuelle observée sur la station météorologique de Météo-France la plus proche, « Signy-l'abbaye », sur la commune de Signy-l'Abbaye à 11 km à vol d'oiseau, est de 10,2 °C et le cumul annuel moyen de précipitations est de 1 060,5 mm. 
La température maximale relevée sur cette station est de 40 °C, atteinte le 25 juillet 2019 ; la température minimale est de −20,5 °C, atteinte le 17 janvier 1985,,.
Les paramètres climatiques de la commune ont été estimés pour le milieu du siècle (2041-2070) selon différents scénarios d'émission de gaz à effet de serre à partir des nouvelles projections climatiques de référence DRIAS-2020. Ils sont consultables sur un site dédié publié par Météo-France en novembre 2022.

## Urbanisme

### Typologie
Au 1er janvier 2024, Le Fréty est catégorisée commune rurale à habitat très dispersé, selon la nouvelle grille communale de densité à 7 niveaux définie par l'Insee en 2022.
Elle est située hors unité urbaine et hors attraction des villes,.

### Occupation des sols
L'occupation des sols de la commune, telle qu'elle ressort de la base de données européenne d’occupation biophysique des sols Corine Land Cover (CLC), est marquée par l'importance des forêts et milieux semi-naturels (51 % en 2018), une proportion identique à celle de 1990 (51 %). La répartition détaillée en 2018 est la suivante : 
forêts (51 %), prairies (45,5 %), zones urbanisées (3,5 %). L'évolution de l’occupation des sols de la commune et de ses infrastructures peut être observée sur les différentes représentations cartographiques du territoire : la carte de Cassini (XVIIIe siècle), la carte d'état-major (1820-1866) et les cartes ou photos aériennes de l'IGN pour la période actuelle (1950 à aujourd'hui).

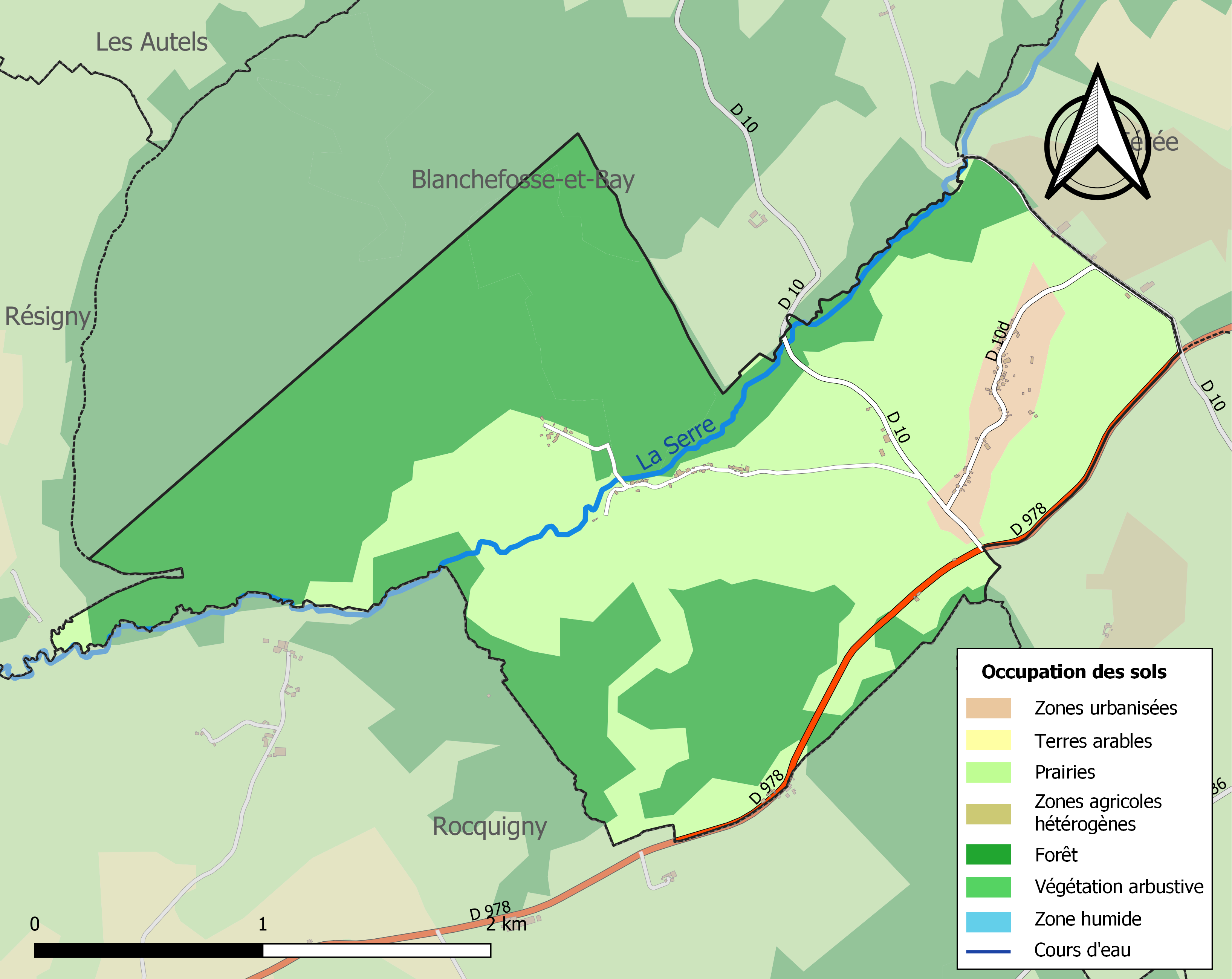
Carte des infrastructures et de l'occupation des sols de la commune en 2018 (CLC).

### Habitat et logement
En 2018, le nombre total de logements dans la commune était de 46, alors qu'il était de 44 en 2013 et de 43 en 2008.
Parmi ces logements, 62,5 % étaient des résidences principales, 24,3 % des résidences secondaires et 13,2 % des logements vacants. Ces logements étaient pour 95,8 % d'entre eux des maisons individuelles et pour 4,2 % des appartements.
Le tableau ci-dessous présente la typologie des logements au Le Fréty en 2018 en comparaison avec celle des Ardennes et de la France entière. Une caractéristique marquante du parc de logements est ainsi une proportion de résidences secondaires et logements occasionnels (24,3 %) supérieure à celle du département (3,5 %) et à celle de la France entière (9,7 %). Concernant le statut d'occupation de ces logements, 86,7 % des habitants de la commune sont propriétaires de leur logement (80 % en 2013), contre 60,5 % pour les Ardennes et 57,5 pour la France entière.
| Typologie                                               | Le Fréty | Ardennes | France entière |
| ------------------------------------------------------- | -------- | -------- | -------------- |
| Résidences principales (en %)                           | 62,5     | 85,1     | 82,1           |
| Résidences secondaires et logements occasionnels (en %) | 24,3     | 3,5      | 9,7            |
| Logements vacants (en %)                                | 13,2     | 11,4     | 8,2            |

## Toponymie
De l'oïl fraitis « terre en friche ».

## Politique et administration

### Tendances politiques et résultats
À l'issue de l'élection présidentielle de 2017, le candidat de la France Insoumise, Jean-Luc Mélenchon, est arrivé en tête du premier tour dans la commune avec 29,55% des suffrages exprimés (13 voix). Il devançait d'une seule voix la candidate frontiste Marine Le Pen (27,27%) et de 4 voix François Fillon (20,45%).
Le second tour s'est quant à lui soldé par la victoire par la victoire d'Emmanuel Macron (19 voix, soit 54,29% des suffrages exprimés, contre 16 voix et 45,71% des suffrages exprimés pour Marine Le Pen).

### Liste des maires successifs
| Période                                  | Période                       | Identité                | Étiquette | Qualité                                      |
| ---------------------------------------- | ----------------------------- | ----------------------- | --------- | -------------------------------------------- |
| Les données manquantes sont à compléter. |                               |                         |           |                                              |
| avant 1988                               |                               | Marcel Thomas           | DVD       |                                              |
| Les données manquantes sont à compléter. |                               |                         |           |                                              |
| mars 2001                                | mars 2008                     | Jeannine Cuvelier-Hutin |           |                                              |
| mars 2008                                | 2014                          | Michel Deleam           |           |                                              |
| 2014                                     | En cours (au 2 décembre 2021) | Gilbert Clarat          | SE        | Sylviculteur Réélu pour le mandat 2020-2026, |

## Démographie
L'évolution du nombre d'habitants est connue à travers les recensements de la population effectués dans la commune depuis 1793. Pour les communes de moins de 10 000 habitants, une enquête de recensement portant sur toute la population est réalisée tous les cinq ans, les populations de référence des années intermédiaires étant quant à elles estimées par interpolation ou extrapolation. Pour la commune, le premier recensement exhaustif entrant dans le cadre du nouveau dispositif a été réalisé en 2006.

En 2022, la commune comptait 61 habitants, en évolution de +5,17 % par rapport à 2016 (Ardennes : −2,97 %, France hors Mayotte : +2,11 %).
| 1793 | 1800 | 1806 | 1821 | 1831 | 1836 | 1841 | 1846 | 1851 |
| ---- | ---- | ---- | ---- | ---- | ---- | ---- | ---- | ---- |
| 434  | 518  | 514  | 535  | 560  | 596  | 594  | 575  | 557  |

| 1866 | 1872 | 1876 | 1881 | 1886 | 1891 | 1896 | 1901 | 1906 |
| ---- | ---- | ---- | ---- | ---- | ---- | ---- | ---- | ---- |
| 532  | 503  | 461  | 427  | 393  | 473  | 344  | 322  | 284  |

| 1911 | 1921 | 1926 | 1931 | 1936 | 1946 | 1954 | 1962 | 1968 |
| ---- | ---- | ---- | ---- | ---- | ---- | ---- | ---- | ---- |
| 259  | 220  | 200  | 192  | 211  | 167  | 136  | 107  | 104  |

| 1975 | 1982 | 1990 | 1999 | 2006 | 2011 | 2016 | 2021 | 2022 |
| ---- | ---- | ---- | ---- | ---- | ---- | ---- | ---- | ---- |
| 72   | 77   | 72   | 71   | 73   | 67   | 58   | 59   | 61   |

## Culture locale et patrimoine

### Lieux et monuments
- L'église Saint-Gorgon, construite au XIXe siècle en style néogothique, en mauvais état (sa flèche s'est effondrée en 1990. Une souscription publique est organisée avec la Fondation du patrimoine pour financer une seconde tranche de travaux de réfection[25],[26].

- Trois sentiers de randonnée sont balisés. Le plus important, formant une boucle de 15 km autour du village est en cours d’aménagement en 2020[19]..